# Arvo Siikamäki
Arvo Allan Siikamäki, född 21 maj 1943 i Saarijärvi, är en finländsk skulptör.
Siikamäki studerade 1959–1963 vid Centralskolan för konstflit. Han har i sina mörktonade, stundom makabert aggressiva figurkompositioner i brons eller aluminium kraftigt tagit ställning mot krig och upprustning, men också mera generellt mot slentrianmässiga konventioner. Senare har hans arbeten blivit allt mer abstrakta.
Siikamäki har utfört några uteskulpturer, bland annat figurkompositionen Samtal om framtiden (1981) på Riksdagshusets innergård och Toivo Pekkanen-monumentet i Kotka (1985). Han erhöll Pro Finlandia-medaljen 2007.